# Coryphopteris horizontalis
Coryphopteris horizontalis är en kärrbräkenväxtart som först beskrevs av Eduard Rosenstock, och fick sitt nu gällande namn av Holtt. Coryphopteris horizontalis ingår i släktet Coryphopteris och familjen Thelypteridaceae. Inga underarter finns listade.